# Rubiães
Rubiães ist eine Gemeinde (Freguesia) im nordportugiesischen Kreis Paredes de Coura. 
 In ihr leben 493 Einwohner (Stand 19. April 2021).

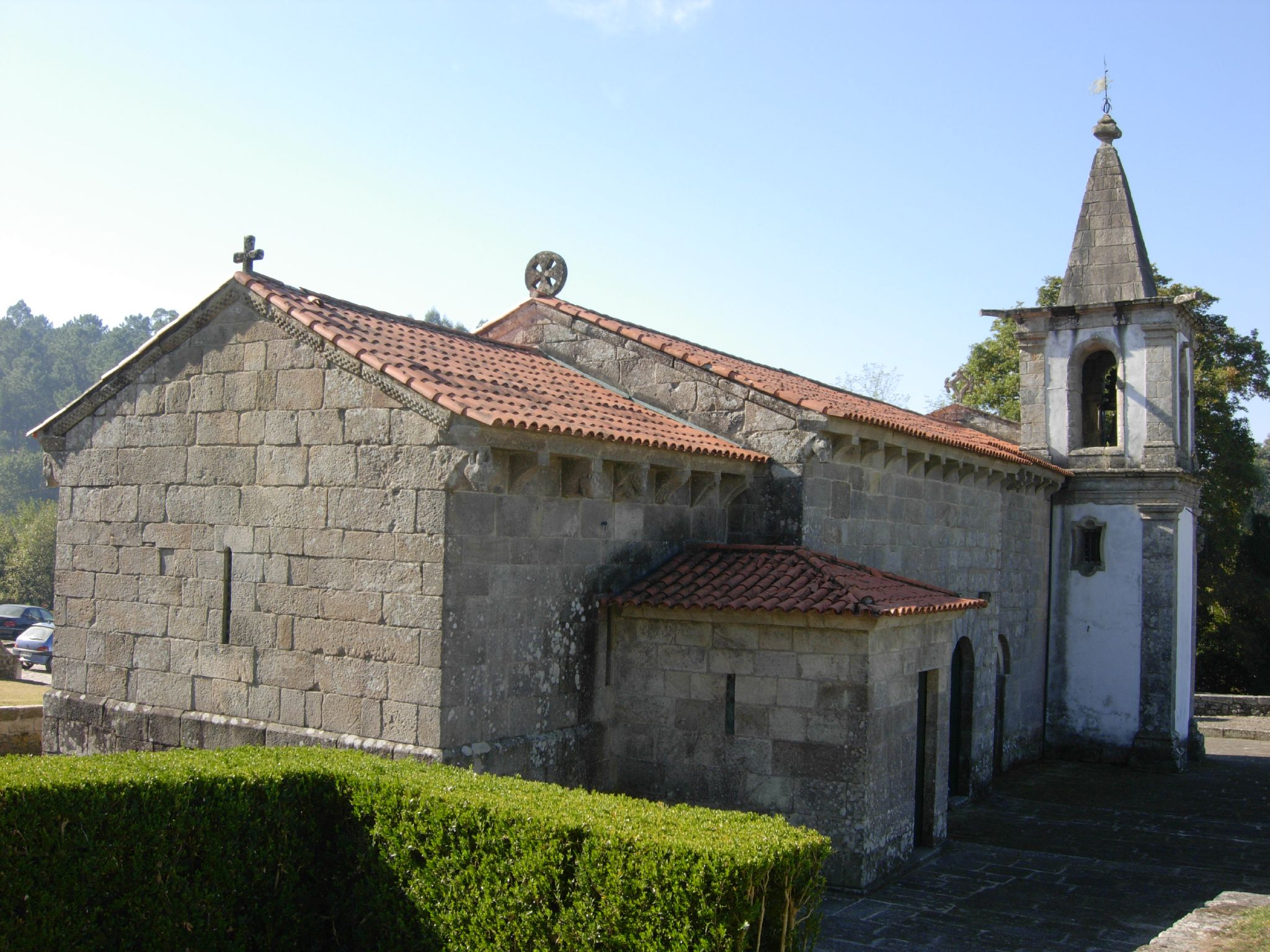
Kirche São Pedro von Rubiães – im 13. Jahrhundert erbaut

Sehenswert sind die möglicherweise römische Brücke Ponte de Rubiães über den Rio Coura und die im 13. Jahrhundert erbaute Kirche São Pedro de Rubiães.